# Caresto
Caresto — шведский производитель автомобилей, основанный Лейфом Тафвессоном (швед. Leif Tufvesson) в 2004 году. Находится на юге Швеции (Vegeå Tegelbruk, Rodervägen, SE 262 94, Ängelholm).

## Выпускаемые модели

### Собственные разработки
- Caresto V8 Speedster
- Caresto T6 Roadster
- Hot Rod Jakob
- Hot Rod Woody

### Тюнинг версии
- C70 Caresto Edition
- V70 Caresto Edition

- XC90 Caresto Edition
- Dodge Xcaliber Caresto Edition

## Премии
- Performance and Custom motor show (Швеция 2010)
- Grand national Roadster show (США 2008)
- SEMA (2005—2007)
- Xtreme Wheels international 2005 (Alexandra Palace, Лондон,Великобритания)
- The Hot Rod of The Year (США 2004)
- Hot Rod of the year (Швеция 2003)
- European Streetrod NATS (Дания 2003)
- Custom Motor Show (Швеция 1989)